# Vaso di Dorchester
Il vaso di Dorchester è un vaso metallico (probabilmente una lega di zinco e argento) che sarebbe stato trovato durante alcuni lavori edili a Dorchester, nel Massachusetts (USA), nel 1851, incluso in uno strato di pietra che alcuni affermano risalire a circa 320 milioni di anni fa. Per questo motivo viene citato come un OOPArt. Le circostanze del suo ritrovamento sono molto dubbie.

## Circostanze del ritrovamento

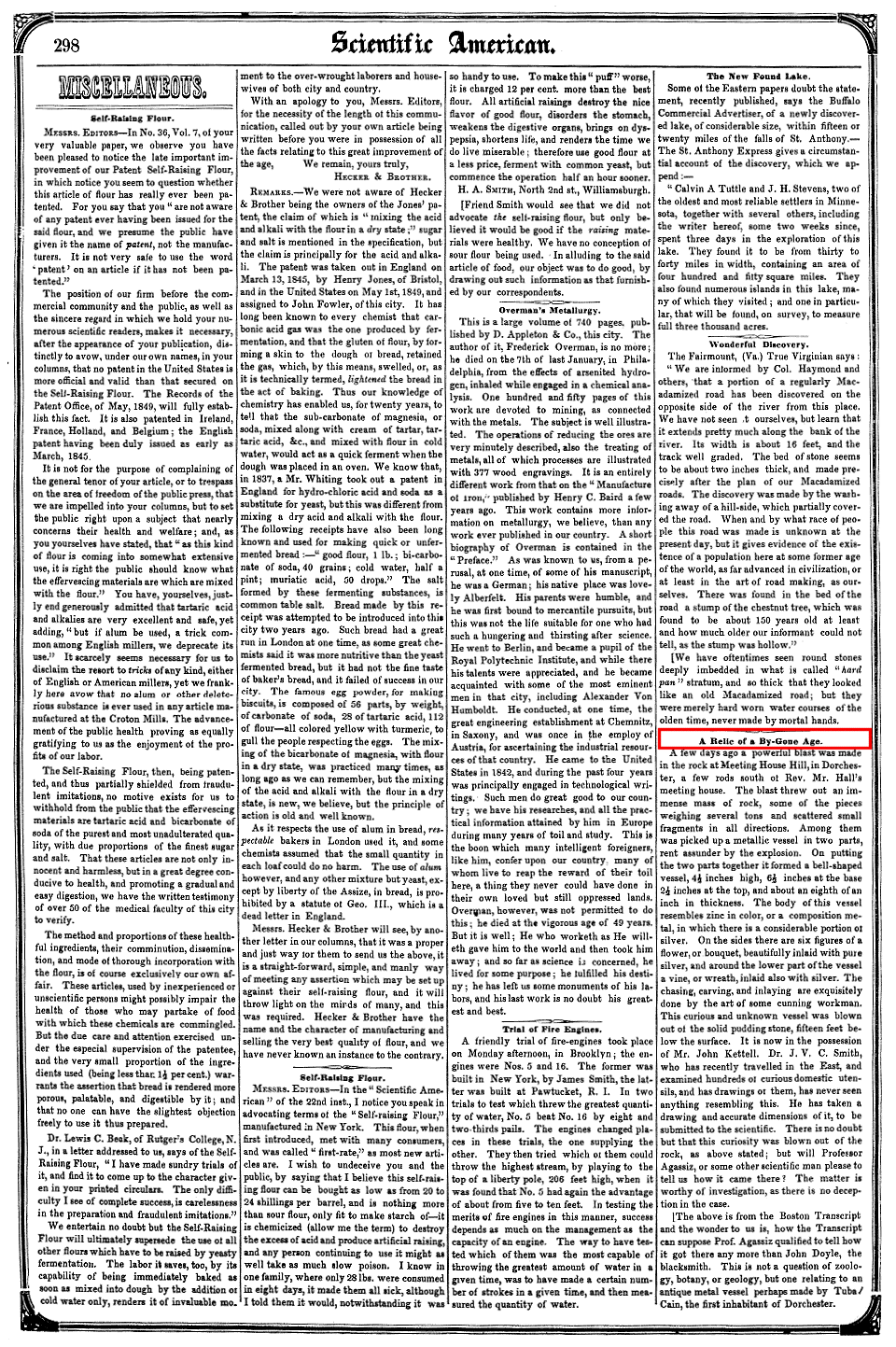
L'articolo originale

La prima fonte documentata che fa riferimento al vaso di Dorchester è il numero 38 della rivista Scientific American del 5 giugno 1852. Il trafiletto dello Scientific American riportava a sua volta un articolo di un altro giornale, il Transcript di Boston:
Alcuni giorni fa è stata prodotta una potente esplosione nella roccia della Meeting House Hill, nel quartiere di Dorchester, pochi isolati a sud della sala conferenze del Rev. Sig. Hall. L'esplosione ha prodotto un'immensa quantità di pietrame, alcuni pezzi del peso di alcune tonnellate, e ha scagliato frammenti più piccoli in tutte le direzioni. Tra questi è stato raccolto un vaso metallico separato in due pezzi, per la frattura provocata dall'esplosione. Le due parti riunite formano un vaso a forma di campana, alto 11,4 cm, largo 16,5 cm alla base e 6,3 cm in cima, e di circa tre millimetri di spessore.[...]
L'articolo del Transcript proseguiva descrivendo le decorazioni del vaso ("sei figure di un fiore, o un bouquet, splendidamente intarsiato nell'argento puro, e attorno alla parte bassa una pergola, o tralcio, intarsiata anch'essa nell'argento"), e affermava che il vaso sarebbe stato trovato sepolto in una roccia puddinga, a circa 4.63 metri di profondità.
L'articolo del Transcript si chiudeva con la domanda:
Non c'è alcun dubbio che questa curiosità era saltata fuori dalla roccia, come sopra detto; ma vuole il Professor Agassiz, o qualche altro scienziato, dirci per favore come questo è arrivato lì? L'argomento è degno d'investigazione, perché in questo caso non vi è alcun inganno.
Lo Scientific American chiudeva invece l'articolo con un commento ironico e scettico nei confronti del ritrovamento:
Quanto sopra proviene dal Transcript di Boston e quello che ci stupisce è come il Transcript può supporre che il Prof. Agassiz sia qualificato a dirci come sia arrivato lì più di John Doyle, il fabbro ferraio. Non si tratta di una questione di zoologia, botanica o geologia, ma una questione relativa ad un antico vaso metallico, forse fatto da Tuba-Cain, il primo abitante di Dorchester.
L'ultima frase è un riferimento ironico a Tubal-Cain, figlio di Adamo ed Eva, indicato nella Bibbia come il primo fabbro dell'umanità.

## L'interpretazione come OOPART
La roccia puddinga da cui si afferma essere stato estratto il vaso è un conglomerato basaltico formatosi in epoche preistoriche (Devoniano superiore o Permiano).
Secondo lo scopritore, il vaso sarebbe stato inglobato nella roccia al momento della sua formazione, e pertanto il reperto avrebbe almeno 100.000 anni, essendo dunque in contrasto con la storia dell'uomo fino ad allora conosciuta (sarebbe, quindi, un OOPArt). Tuttavia le circostanze del ritrovamento (la presunta "esplosione", l'assenza di documenti verificabili e le testimonianze giornalistiche poco affidabili), non permettono di avere nessuna certezza sul fatto che il vaso fosse incluso nella roccia.

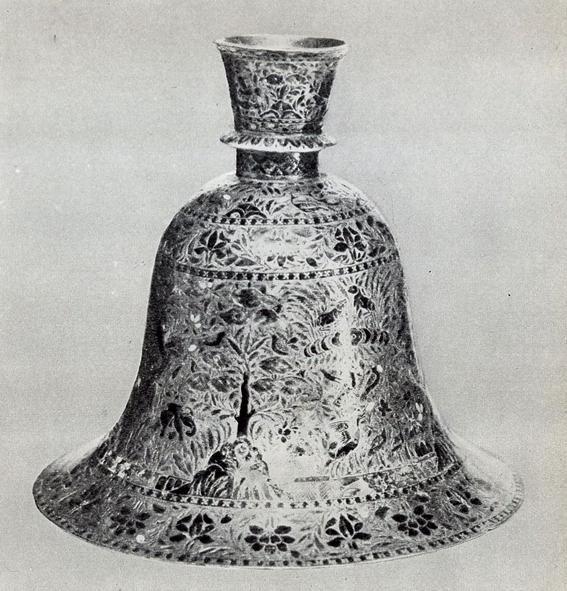
Il poggiapipe indiano di Iyer

Secondo i sostenitori dell'origine misteriosa, le piante della decorazione dell'oggetto rappresenterebbero esemplari dello Sphenophyllum laurae, una pianta fossile risalente al Carbonifero superiore.
L'argomento presuppone tuttavia che la decorazione del vaso costituisca una rappresentazione realistica di una pianta, mentre nel campo decorativo è assai più comune utilizzare forme vegetali stilizzate senza alcun diretto riferimento a oggetti realmente esistenti.
L'articolo originale, inoltre, non conteneva alcuna foto dell'oggetto, che appare invece, senza alcuna informazione sulla fonte, solo negli articoli recenti. Inoltre, l'oggetto della foto è decorato con quattro grandi fiori mentre nell'articolo del 1852 si parla di sei fiori. L'aspetto del vaso fotografato, che non mostra alcuna frattura o danno, fa pensare ad un comune candeliere realizzato nello stile dell'epoca.
Con il tempo il vaso scomparve. Diverse sono le interpretazioni: i sostenitori della sua autenticità sostengono una tesi complottista secondo cui la scomparsa sarebbe dovuta alla volontà di nascondere l'autenticità dell'artefatto da parte del "mondo scientifico", mentre gli scettici sono convinti che la scomparsa sia da attribuirsi al fatto che gli autori abbiano ritenuto che la bufala avrebbe potuto essere scoperta con delle analisi condotte sull'oggetto.
Un ulteriore elemento a favore della tesi della bufala è il fatto che il vaso sarebbe stato trovato nel basalto, quindi in una roccia di origine magmatica proveniente dalle profondità della crosta terrestre. Il basalto nel mantello si trova in fusione a temperature comprese tra 3000 e 4000 °C, con temperatura media di 3700 °C. Nessun metallo mantiene comportamento duttile a quelle temperature, nemmeno le leghe di rame-tungsteno il cui punto di fusione è di 3410 °C, e che sono solide solo a temperature inferiori ai 1080 °C. Queste sono ad oggi considerate come i metalli dal punto di fusione più alto.
Per comparazione, il presunto metallo del vaso non potrebbe rimanere solido oltre i 1030 °C, e avrebbe comportamento duttile al di sopra dei 960 °C.
Il debunker Biagio Catalano fa notare come il "vaso" risulti quasi identico, quanto a forma e decorazioni, a un poggiapipa indiano, allora conservato al Chhatrapati Shivaji Maharaj Vastu Sangrahalaya (ex Prince of Wales Museum) di Mumbai, così come raffigurato nel libro "Arte indiana" (Arnoldo Mondadori Editore, 1964), di K. Bharatha Iyer (v. fig. 81, tavole fuori testo; v. indice t.f.t. pag. 142).